# ماهی‌خورک کوتوله سولاوسی
ماهی‌خورک کوتوله سولاوسی (نام علمی: Ceyx fallax) نام یک گونه از سرده ماهی‌خورک‌های کوتوله است.